# Museo de Arquitectura Leopoldo Rother
Museo de Arquitectura Leopoldo Rother, primer y único museo de arquitectura en Colombia. Hace parte del conjunto de museos de la Universidad Nacional de Colombia.

## Historia
El Museo se creó mediante el acuerdo n.º 52 de 1986, emitido por el Consejo Superior Universitario. Su sede fue establecida dentro de la Ciudad Univeristaria de Bogotá, en el edificio de la antigua Imprenta, diseñado en 1948 por el arquitecto polaco (Breslao, 1894) Leopoldo Rother (nacionalizado colombiano en 1950) y por el ingeniero colombiano Guillermo González Zuleta y Bien de Interés Cultural de Carácter Nacional desde marzo de 1995. El edificio es una de las obras maestras de la arquitectura moderna en Colombia.
Hasta la fecha, el Museo de Arquitectura Leopoldo Rother es el único especializado en arquitectura con el que cuenta Colombia. Otras colecciones que incluyen patrimonio documental arquitectónico pueden encontrarse en el Archivo General de la Nación y en el Archivo de Bogotá.

## Salas de Exposición
El Museo, de 643 metros cuadrados, se encuentra ubicado al interior de la Ciudad Universitaria y próximo a su entrada de la Avenida El Dorado. Cuenta con cinco salas de exposición, un vestíbulo de acceso y un pequeño auditorio. Sus salas están dedicadas enteramente a la presentación de exposiciones temporales de arquitectura colombiana, latinoamericana y universal. La colección, por motivos de conservación y espacio es presentada sólo ocasionalmente. 

## Colecciones

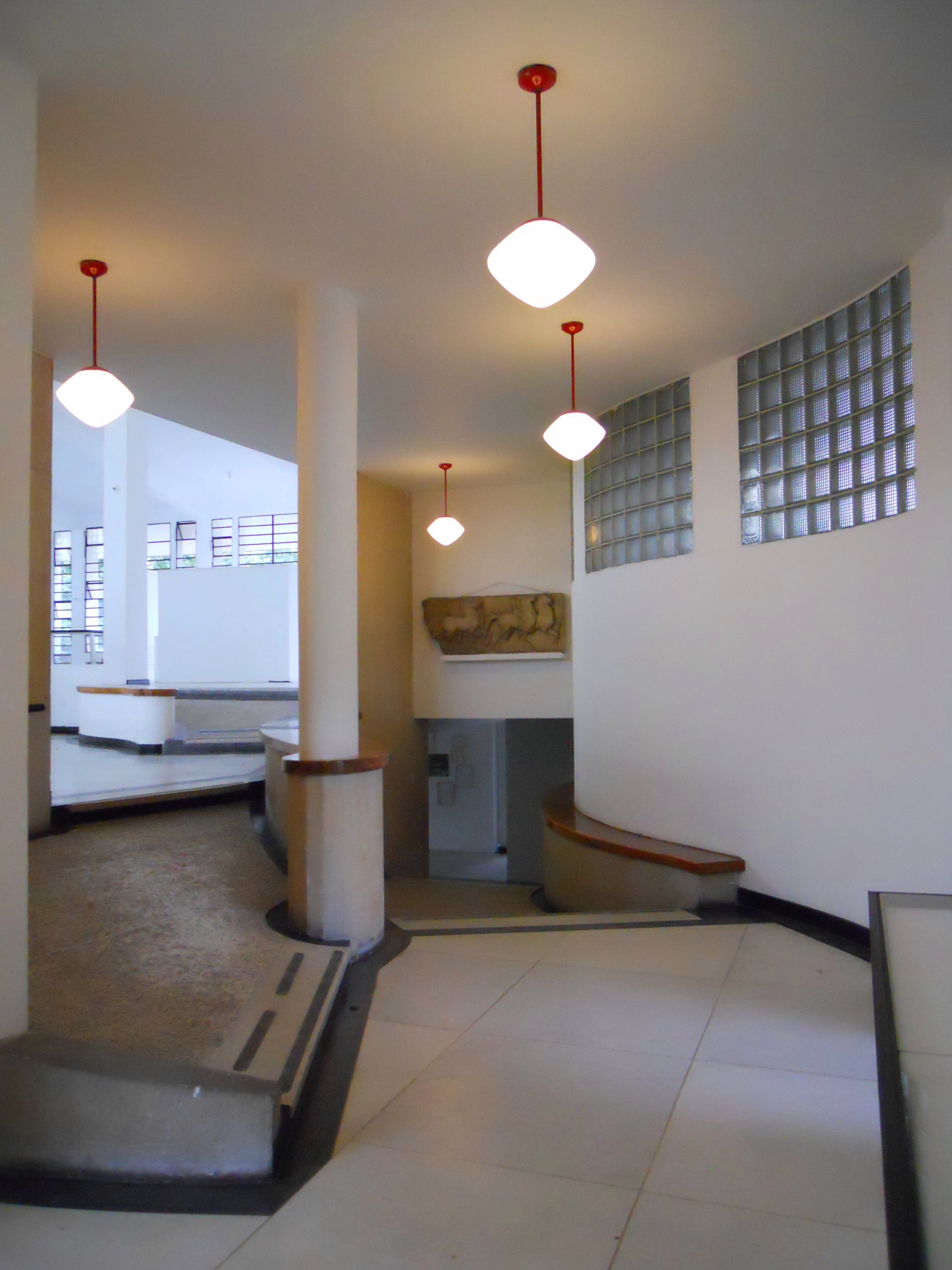
Interior del Museo.

El acervo del Museo se divide en siete fondos. Cada uno incluye cuadernos de bocetos, planos originales, dibujos, fotografías, documentos personales, memorias, copias y maquetas:
- Fondo Fernando Martínez Sanabria: 5664 documentos relacionados con este arquitecto colombo-español. Donados por su familia en 1989.
- Fondo Leopoldo Rother: 1422 documentos relacionados con este arquitecto, donados por su familia en 2001.
- Fondo Anatole Kasskoff: 600 fotografías.
- Fondo Bruno Violi: 161 documentos donados en 2001.
- Fondo Vicente Nasi: 194 documentos donados en 1991.
- Fondo Montoya Valenzuela: 358 documentos.
- Fondo Banco Central Hipotecario: 1929 planos donados en 2006.

La consulta de estos fondos se encuentra disponible para investigadores, previa solicitud al Museo.